# Tortellini

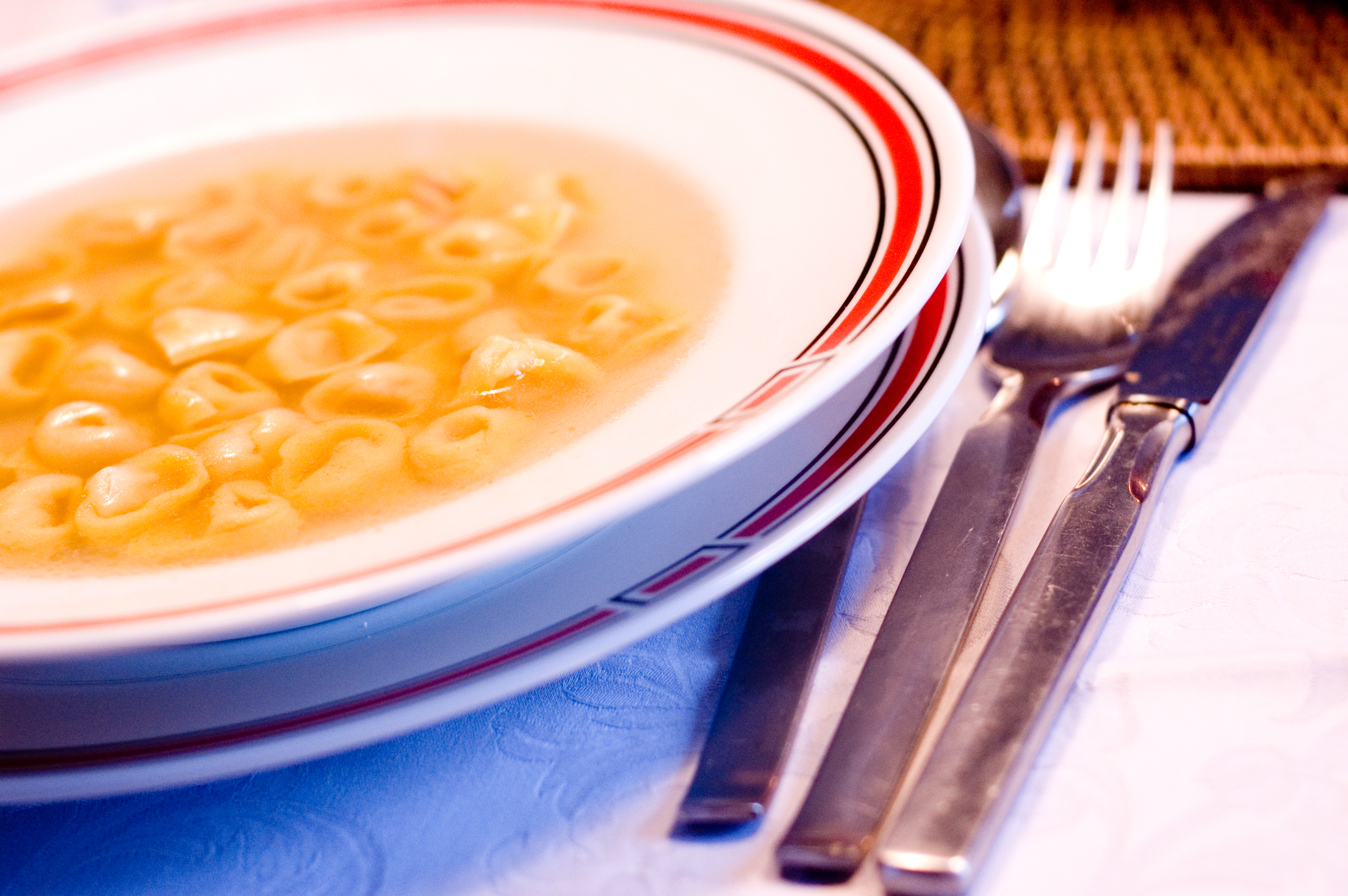
Tortellini tradizionali

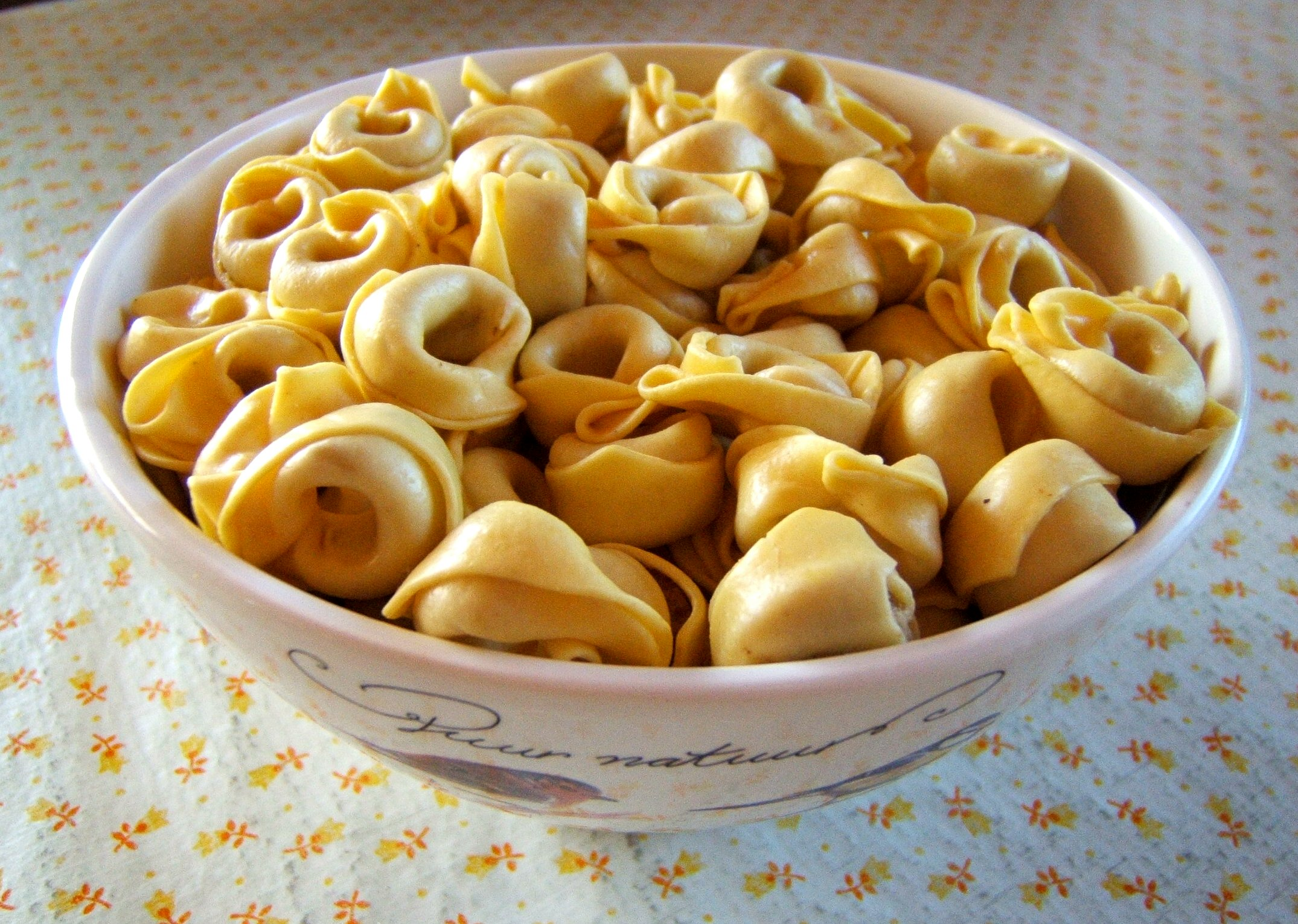
Tortellini

Tortellini – tradycyjne włoskie pierożki z nadzieniem mięsnym, grzybowym bądź serowym, podawane z sosem pomidorowym (można również korzystać z innych  sosów, lecz nie jest to wówczas w całości włoska potrawa). Na koniec całość posypuje się tartym serem (najczęściej parmezanem).
Podobnym rodzajem są cappelletti, które różnią się sposobem wywinięcia końcówek ciasta.